# ガチャメカスタジアム サルバト〜レ
『ガチャメカスタジアム サルバト〜レ』 (Ape Escape: Pumped & Primed) は、2004年7月1日にソニー・コンピュータエンタテインメントが発売したPlayStation 2用のゲームソフト。他のサルゲッチュシリーズ同様に日本国外でも発売され、アメリカでは同年10月20日に発売された。

## 内容
バーチャルワールドで開かれる「ハイテクオリンピア」という競技大会に参戦して優勝を目指すゲームである。これまでの作品とは異なり、ピポサルを捕まえる要素は存在しない。
ゲーム内の各ステージにて好成績を収めるとピポサルのファンが増えていき、彼らから多種多様なファンレターやプレゼントを受け取るファンクラブシステムが特徴的。
ファンクラブ会員の多くは『サルゲッチュ』『サルゲッチュ2』に登場したピポサルであり、彼らのプロフィールやファンレターによると本作の時系列は少なくとも『2』以降である。

## あらすじ
ある日、カケルとナツミ、ハカセは3人でバーチャルワールドで開かれる「ハイテクオリンピア」に参加する。会場に到着後、カケルはハカセとナツミに「ガチャメカ使ったら僕が優勝するに決まってるじゃん!」と意気込むが、会場でハルカがトロフィーを返還する時にピポトロン3人衆の存在に気付く。決勝後（地球の危機編）には、優勝者がトロフィーをピポトロン3人衆によって奪われ、奪われたトロフィーを空中に投げることによりトロフィーは割れ、中に隠されていたディスクは謎の男に渡ってしまう。このディスクはハルカの父親が開発したもので、バーチャルワールドを支配出来るほどの強力な威力を持っているものであった。これによってバーチャルワールドは謎の男により変貌させられると共に、謎の男のしもべであったピポトロン3人衆は裏切られ、カケル達と共に元通りの世界を取り戻すために戦うことになった。

## 登場するキャラクター
最初から使用できるキャラクター
- カケル

声 - 瀧本富士子
- ハルカ（新キャラクター）

声 - 半場友恵
- ナツミ

声 - 川上とも子
- ハカセ

声 - 八奈見乗児
- ピポサル

声 - 山田ふしぎ
- サルチーム（赤、黒、水、青、緑）

声 - 山田ふしぎ
- チャル

声 - 川上とも子
- ピポトロン（レッド、ブルー、イエロー）（新キャラクター）

声 - 楠大典（レッド、ブルー）、山田ふしぎ（イエロー）
隠しキャラクター（エンディング後、VSのみ使用可能）
- ヒロキ

声 - 伊倉一恵
- ブラックヒロキ（新キャラクター）

NPC
- スペクター

声 - 坂本千夏
- ブラックスペクター（新キャラクター）
- 謎の男

声 - 楠大典
- ウッキーレッド

声 - 郷里大輔
- ウッキーピンク

声 - 松下美由紀
実写キャスト
- けんのたつじん（ピポサル編）

演 - 小山均
- けんのたつじん（サルチーム編）

演 - 宇津木司
- しんたいそうコーチ（ピポサルのエピソード）

演 - アラ・ポニアキナ
- しんたいそうしょうじょ（ピポサルのエピソード）

演 - エカテリーナ・グルキーナ
- こうじげんばかんとく（サルチームのエピソード）

演 - 村田則幸
- インタビュアー（ハカセのエピソード）

演 - ソネス・スティーブン

## 登場モンスター （地球の危機編）
B-メタル
S-メタル
G-メタル
バトルルールにおいて登場するターゲット。上から順に銅色、銀色、金色の容姿をしており、S-メタルはギガブレイク以降、G-メタルはテラブレイク以降に登場する。
形状はヒロキ、ブラックヒロキ以外のいずれかのプレイアブルキャラクターを催しており、戦闘能力もそれに準拠するが、必殺技は使用出来ない。ボイスは形状や色に関わらず1パターンのみ。コスチュームを獲得すれば、エディットキャラクターでも同じ容姿となれるがボイスは変わらない。
ホッパー・レプテプ
トカゲのようなモンスター。舌で攻撃する。
ダイバー・テプト
鉄球のようなモンスター。動きが早い。
スパイカー・ジャモ
毬栗のようなモンスター。プレイヤーが近づくと落下する。
スナイパー・ウルプト
球状の幽霊のようなモンスター。炎をまとった弾で攻撃する。
フレイマー・ザザ
蜂のようなモンスター。プレイヤーが近づくと、上昇して上から火を放つ。
ボマー・パールパ
爆弾のようなモンスター。こちらを見つけると数秒後に爆発する。
ディスチャージャー・フローテ
くらげのようなモンスター。全身に電気を纏って漂っている。触れるとマヒ状態に。
テレポーター・シャキ
どこと無く無機質な風貌のモンスター。姿を消して、持っている三叉槍で攻撃する。

## 登場ボス
ヒロキ
元々はカケルたちと共にハイテクオリンピアへと参加する予定であったがスペクターに再度洗脳され、ピポサル達のサポートを行うべく派遣された。彼らの特訓と称し、そのついでに他の選手をリタイアさせるべく全選手を自身のリングへと強制的に転送して襲い掛かる。
ボス敵として登場する際には常時バイクに乗っており、突進、急カーブにより発生する衝撃波、引火すると爆発するガソリンの設置による攻撃を行う。
二戦目ではバイクにサイドカーが増設されており、そこに搭乗した黒パンツのピポサル、モンボーによる射撃や爆弾・バナナの皮撒きといった補助が加えられる。
三戦目の際には謎の男により洗脳とパワーアップを施されたブラックヒロキとして登場し、より大型のバイクに搭乗。ブースターによる飛行が可能となっており、画面外からの突進やロケットのような飛翔、上空からの押し潰しといった攻撃が加わる。
スペクター
最も賢い生き物は人間ではなくピポヘルを被ったサルであることを証明するべく、ピポサルを大会へ参加させている。自身は大会途中で彼らの特訓に赴いているが、しごきはかなり厳しいようでピポサルは6匹とも揃ってスペクターの来訪に頭を抱える。
戦闘時には常にゴリアックへ搭乗しており、切り離した両腕によるパンチや電撃、レーザーの放出、機体背部からのミサイル連射攻撃を主体とするほか、巨大な体躯に見合わずプレイヤーキャラを場外へと落下させて落下ダメージを与える事を目的とした攻撃も多い。また、ゴリアックは二人以上で操縦するらしく、プレイヤーと戦闘した際のパイロットであるモイ(旧名カイ)やサムロ、サルナブルはエディットキャラへファンレターを送ってくる。
初戦と二戦目では『サルゲッチュ1』にて登場したゴリアックアーマーに足を装着した機体、スーパーゴリアックへ搭乗。初戦は高速道路にてゴリアックに追われる形で戦闘し、ゴリアックが通過した箇所は時間差を置いて崩壊する。
二戦目は高空にて飛行するゴリアックと戦闘し、上空から次々と出現する足場を飛び交いながら攻撃する事となる。
三戦目ではヒロキ同様謎の男により洗脳とパワーアップを施されているブラックスペクターとなっているものの、変わらずゴリアックに搭乗。この戦いでは艦橋部分にゴリアックの上半身が設けられている黒い戦艦、戦艦ゴリアックを使用。プレイヤーキャラは戦艦上に陣取り戦うため、急な加速や艦体を傾ける事により振り落としを狙う他、レーザー砲やホッパー・レプテプの召喚、機体腹部からの巨大レーザー発射を行う。
スーパーピポトロン
謎の男により強化を施された、プレイヤーが使用可能なチームとは別個体のピポトロンチーム。
3体同時に出現し、体力ゲージも三体で共有。基本的にはバラバラに行動してプレイヤーキャラを攻撃するが、必殺技では3体による連携を行いプレイヤーを拘束しては集中攻撃する。
グリッドコア
バーチャルスペースの中心核。この中心核を守るための安全装置を謎の男が操作する事により、グリッドコアを通じてバーチャルスペースの支配が可能となる。赤い球体を核とし、それを守るように人間の顔型のバリヤーを展開する。
攻撃は様々なパターンで地面に高熱の領域を発生させる事によりプレイヤーキャラにダメージを与える物と、多数のキューブを召喚し、突進させたりビームを放つ物に二分される。体力ゲージは他のボスの4倍の長さを誇り、バリヤー展開時に攻撃を受けてもダメージを軽減するが一定ダメージ与える事により短時間バリヤーが消滅し、その際に剥き出しとなったコアを攻撃すると大ダメージを与えられる。

## 各キャラクターの能力
カケル
ガチャメカ、乗り物を含む全ての能力が平均的な性能のキャラクター。操作性が良い為、コンボがしやすく格闘戦では非常に強い。初心者から上級者と幅広く使用できるキャラクターでもある。
ハルカ
ジャンプ力が優れている。カケルと共に操作性は高い。乗り物の性能では、スピード、連射、弾速に優れているが、攻撃力はあまり高くない。単発あたりの攻撃力は全体的に低いが、メカボーの3段攻撃などの連続技に適している技が多く、コンボがしやすいので最終的な火力は高い。しかし防御力は通常のキャラクターの中では最低である。
ナツミ
メカボーのリーチがかなり長く、唯一無限回転切りが出来る。コンボが非常にしやすいキャラクター。乗り物はスピードでは全キャラ中№1だが、操作性は低い。弾速も早い反面、キャラ同様攻撃力が低い。
ピポサル
メカボーの攻撃力、性能が群を抜いて高い。ジャンプで相手の顔を踏みつける（ダメージなし）ことが可能。乗り物の防御力が低い。他の性能は、攻撃力、玉の誘導性以外ハルカと同じ軽量級で、加速に優れるが最高速は劣る。
ハカセ
唯一、メカボーによる投げ技攻撃（回避不能）が出来るキャラクター。キャラ、乗り物共々、全キャラ中最強の単発攻撃力と防御力を持つ。しかし、他のキャラクターと比べて攻撃時の隙が大きい上に、操作性、機動力も乏しい。また、2段ジャンプが出来ず（トビトンボの性能は高い）、乗り物もボート以外のスピードは最弱。
サルチーム
5種類あり、それぞれの特徴は以下の通りである。ピポサルと同じくジャンプで相手の顔を踏みつける（ダメージなし）ことが可能。
- 赤.メカボー1発の威力が大きいと共に3連続攻撃も可能（パチンガーも3連射）。また、最低性能なメカヨンクを除く他のガチャメカも高性能かつ耐久力も高い。
- 黒.パチンガーが7連射（パワーショットの場合を除く）と破格の性能を持つ。メカボーの威力や耐久力も高いが、メカヨンクの威力が低い、機動力に乏しいという弱点もある。このサルが乗り物に乗ると連射性能が向上する。
- 青.ダッシュフープの速度は全キャラの中で最も高い。トビトンボもそこそこな性能を持つが火力は最低。このサルが乗り物に乗った場合、移動速度が微かに上昇する。
- 緑.トビトンボの性能が最も高く、ダッシュフープもそこそこの速さが出る。しかし火力は全体的に低め。
- 水.メカヨンクの移動速度と攻撃力が全キャラの中で最強だが、他のガチャメカの火力が非常に乏しく、防御力も低い。しかし、1位をとれば通常の2倍の2000点を稼げる。

チャル
唯一、メカボーが飛び道具でもあるキャラクター。また、パチンガーは最大3人まで同時にロックオンすることが出来る。さらに、3段ジャンプが可能。そのため、アスレチックバトルでは最強。全キャラ中、全体的な機動力と玉の誘導性が最高。しかし、全体的な攻撃力は低い。必殺技はどれも相手に直接ダメージを与えるものでなく、何かしらのステータス異常をばらまくものである。中、上級者向けのキャラといえる。
ピポトロン
3種類あり、それぞれの特徴は以下の通りである。チャルと同じく3段ジャンプが可能。その代わりにトビトンボの性能は劣る。
- 赤.メカボーの威力が高く、パチンガーは2発同時発射が可能。しかし機動力が全体的に乏しい。
- 青.ダッシュフープをはじめ、機動力が非常に高い。攻撃力は全体的に見劣りする。
- 黄.パチンガーで追尾機能の高い弾を同時に3発発射できる。耐久力も高い。メカボーの威力が弱い。

ヒロキ
ガチャメカ全てに属性がついていない。
カケルと比べると若干防御力（乗り物も）が少ない。しかし、メカボーが多段ヒットしたり、乗り物の弾速が全キャラ中最速となっている。
ブラックヒロキ
ガチャメカ全てに属性がついている。
メカボーは一発一発の威力が低いが、ものすごい連続技になっている。他のガチャメカの攻撃力はかなり高い。メカヨンクはサンダー属性であり、当たると上方へ飛ばされる。乗り物も弾速だけでなく、スピード、玉の連射までも全キャラ中最強となっている。しかし、弱点が一気に多くなり、ヒロキよりもさらに防御力が落ち、乗り物の全てで、攻撃力、防御力、玉の誘導性が極端に低い。
上記のヒロキとは声に若干の違いがある。

## ルール構成とステージ
ルールは大きく分けると、バトルルール、レースルール、ゲッチュルール1〜3の計5つに区分される。順位ごとの獲得ポイントは、原則1位1000点、2位750点、3位600点、4位300点の順に下がっていくが、2位と3位が同時に脱落したような場合に限っては、(750+600)÷2=675のようにポイントは山分け（例外あり）となる。
サルチームとピポトロンはスタート前に使用するキャラクターを決定する。複数のステージが連続で行われる場合、2戦目以降は使用したキャラクターは再度選択出来なくなる（しかし総試合数がキャラクター数以上ある場合、全キャラクター使用後、再び全キャラクターが使えるようになる）。
- バトルルール…最後まで体力の残っていたプレイヤーが優勝する。
- レースルール…最初にゴールしたプレイヤーが優勝する。途中リタイアした場合、最下位と同様の扱いとなる。
- ゲッチュルール1…コインを最も多く集めたプレイヤーが優勝する。コースは自動で進むため、画面から見えなくなると所持コイン（2割程度）と体力が減る。
- ゲッチュルール2…ゲッチュルール1と同じくコインを最も多く集めたプレイヤーが優勝する。ただしコースは自動的に進まない。
- ゲッチュルール3…メカヨンクを使いコインを集めるステージ。コインを最も多く集めたプレイヤーが優勝する。ただしコースは自動的に進まない。
- ゲッチュルール4…メカヨンクを使いコインを集めるステージ。また、床を爆発させると床が割れると共に高額コインが出現する。
- 地球の危機編・バトル（危機バトル）…メガブレイク1以降適用されるバトルルール。TARGETを全て撃破する事がクリア条件であり、2Pが参戦している場合は1Pとの協力プレイとなる。ボス戦のルールもこれと同様。また、ミズメカ、タンクを操縦するステージでは、通常弾の残弾数が常に無限となる。
- 地球の危機編・退治（危機退治）…基本的なルールは危機レースと同じであるが、ゴールインまでに撃破した雑魚敵の数がスコアとして記録される。ステージクリアに必要なノルマは無く、ゴールインのみでクリア可能。協力プレイの場合は、両者の撃破した雑魚敵の累計がスコアとして共有される。
- 地球の危機編・レース（危機レース）…ゴールを目指してステージを進むルール。競い合う相手がいないため、制限時間内に力尽きる事無くゴール出来ればクリアとなる。2Pがいる場合は協力プレイとなるが、どちらか片方がゴールインしてももう片方がゴールインした扱いとはならず、両者がゴールインするか制限時間が過ぎるまでゲームは続行する（ステージクリアに関しては片方のゴールインのみで達成出来る）。

| フェイズ名        | ステージ名            | ルール         | 使用ガチャメカ                   |
| オリンピア前編    | オリンピア前編        | オリンピア前編 | オリンピア前編                   |
| ----------------- | --------------------- | -------------- | -------------------------------- |
| 1次予選前半       | メカボー1次予選       | バトル         | メカボー                         |
| 1次予選前半       | トビトンボ1次予選     | ゲッチュ1      | トビトンボ                       |
| 1次予選前半       | パチンガー1次予選     | バトル         | パチンガー                       |
| 1次予選前半       | ボート1次予選         | レース         | ボート                           |
| ボス戦            | VS.ヒロキ             | -              | メカボー、トビトンボ、パチンガー |
| 1次予選後半       | ダッシュフープ1次予選 | ゲッチュ2      | ダッシュフープ                   |
| 1次予選後半       | メカヨンク1次予選     | ゲッチュ3      | メカヨンク                       |
| 1次予選後半       | ミズメカ1次予選       | バトル         | ミズメカ                         |
| 1次予選後半       | タンク1次予選         | バトル         | タンク                           |
| 2次予選前半       | メカボー2次予選       | バトル         | メカボー                         |
| 2次予選前半       | トビトンボ2次予選     | ゲッチュ1      | トビトンボ                       |
| 2次予選前半       | パチンガー2次予選     | バトル         | パチンガー                       |
| 2次予選前半       | ボート2次予選         | レース         | ボート                           |
| ボス戦            | VS.スペクター         | -              | 基本ガチャメカ全部               |
| 2次予選後半       | ダッシュフープ2次予選 | ゲッチュ2      | ダッシュフープ                   |
| 2次予選後半       | メカヨンク2次予選     | ゲッチュ4      | メカヨンク                       |
| 2次予選後半       | ミズメカ2次予選       | バトル         | ミズメカ                         |
| 2次予選後半       | タンク2次予選         | バトル         | タンク                           |
| オリンピア後編    |                       |                |                                  |
| 準決勝前半        | 格闘A準決勝           | バトル         | 基本ガチャメカ全部               |
| 準決勝前半        | アスレチックA準決勝   | ゲッチュ1      | 基本ガチャメカ全部               |
| 準決勝前半        | 格闘B準決勝           | バトル         | 基本ガチャメカ全部               |
| ボス戦            | VS.ヒロキ2            | -              | 基本ガチャメカ全部               |
| 準決勝後半        | 格闘C準決勝           | バトル         | 基本ガチャメカ全部               |
| 準決勝後半        | アスレチックB準決勝   | レース         | 基本ガチャメカ全部               |
| 準決勝後半        | ミズメカ準決勝        | バトル         | ミズメカ                         |
| 決勝前半          | 格闘A決勝             | バトル         | 基本ガチャメカ全部               |
| 決勝前半          | アスレチックA決勝     | ゲッチュ1      | 基本ガチャメカ全部               |
| 決勝前半          | ボート決勝            | レース         | ボート                           |
| ボス戦            | VS.スペクター2        | -              | 基本ガチャメカ全部               |
| 決勝後半          | 格闘B決勝             | バトル         | 基本ガチャメカ全部               |
| 決勝後半          | アスレチックB決勝     | レース         | 基本ガチャメカ全部               |
| 決勝後半          | タンク決勝            | バトル         | タンク                           |
| 地球の危機編      |                       |                |                                  |
| メガブレイク      | メガブレイク1         | 危機バトル     | 基本ガチャメカ全部               |
| メガブレイク      | メガブレイク2         | 危機退治       | 基本ガチャメカ全部               |
| メガブレイク      | メガブレイク3         | 危機バトル     | 基本ガチャメカ全部               |
| メガブレイク      | メガブレイク4         | 危機バトル     | ミズメカ                         |
| ボス戦            | VS.ピポトロン         | -              | 基本ガチャメカ全部               |
| ギガブレイク      | ギガブレイク1         | 危機バトル     | 基本ガチャメカ全部               |
| ギガブレイク      | ギガブレイク2         | 危機レース     | 基本ガチャメカ全部               |
| ギガブレイク      | ギガブレイク3         | 危機バトル     | 基本ガチャメカ全部               |
| ギガブレイク      | ギガブレイク4         | 危機バトル     | タンク                           |
| ボス戦            | VS.ヒロキ3            | -              | 基本ガチャメカ全部               |
| テラブレイク      | テラブレイク1         | 危機バトル     | 基本ガチャメカ全部               |
| テラブレイク      | テラブレイク2         | 危機退治       | 基本ガチャメカ全部               |
| テラブレイク      | テラブレイク3         | 危機バトル     | 基本ガチャメカ全部               |
| テラブレイク      | テラブレイク4         | 危機バトル     | ミズメカ                         |
| ボス戦            | VS.スペクター3        | -              | 基本ガチャメカ全部               |
| ナノグリッド      | ナノグリッド1         | 危機バトル     | 基本ガチャメカ全部               |
| ナノグリッド      | ナノグリッド2         | 危機レース     | 基本ガチャメカ全部               |
| ナノグリッド      | ナノグリッド3         | 危機バトル     | 基本ガチャメカ全部               |
| ナノグリッド      | ナノグリッド4         | 危機バトル     | タンク                           |
| ファイナル ボス戦 | VS.グリッドコア       | -              | 基本ガチャメカ全部               |

## 使用するガチャメカ、乗り物、それぞれの属性

### ガチャメカ（無属性）
メカボー（全などはこれに属する）
近距離にいる相手を攻撃するガチャメカ。キャラクター別に専用の特殊攻撃（突き攻撃など）が存在する。キャラクターのリーチに大きな差があるので、どれくらいの攻撃範囲があるのか把握する必要がある。
- カケル - メカボー
- ハルカ - メカボー
- ナツミ - メカロッド
- ハカセ - メカハンマー
- チャル - スターフォトン
- ピポサル - ジャングルコンボー
- サルチーム - ピポサルグローブ
- ピポトロン - ダークエッジ

トビトンボ（全などはこれに属する）
空を飛ぶ為のガチャメカ。右スティックを回し続けることで離れた陸地に飛び移ることが可能。また、攻撃された時にこのガチャメカを使用するで早く姿勢を立ち直すことが出来る。属性が少し特殊。
- カケル - トビトンボ
- ハルカ - トビトンボ
- ナツミ - デカトンボ
- ハカセ - メカブレード
- チャル - ジャンプレイ
- ピポサル - サンフラワー
- サルチーム - ロケトンボ
- ピポトロン - ダークリング

パチンガー（全などはこれに属する）
飛び道具型のガチャメカ。遠距離にいる敵を攻撃したりスイッチを押す為に使用する。ステージ上に落ちているパワーショットを拾うと、通常よりも大きなダメージを与えられる（属性がなくなる）。
- カケル - パチンガー
- ハルカ - パチンガー
- ナツミ - シュートラケット
- ハカセ - トーテキマシン
- チャル - スターアロー
- ピポサル - ナッツシューター
- サルチーム - マシンガー
- ピポトロン - トロンホー

ダッシュフープ（全などはこれに属する）
高速で移動する為のガチャメカ。使用中には相手に体当たり攻撃が可能。また、使用中は歩いて上れない急勾配でも登ることが出来る。
- カケル - ダッシュフープ
- ハルカ - ダッシュフープ
- ナツミ - ターボロッド
- ハカセ - ダブルブースター
- チャル - スターブラスト
- ピポサル - ダッシュリーフ
- サルチーム - サルスケボー
- ピポトロン - ダークブースター

メカヨンク（全などはこれに属する）
ラジコン型のガチャメカ。アイテムやコインを集める為に使用することが出来る。装備したボタンを押すとプレイヤーの足元にラジコンがワープする。その際は、メカヨンクを爆発させて相手にダメージを与えたりガラス張りの床を破壊することも出来る。
- カケル - メカヨンク
- ハルカ - メカヨンク
- ナツミ - メカパペット
- ハカセ - トビヨンク
- チャル - スプライト
- ピポサル - バナヨンク
- サルチーム - サルUFO
- ピポトロン - マカヨンク

### 乗り物（無属性）
乗り物は、各キャラクターによって性能が大きく異なる。全て弾を最大10発持てるが、物語後半になると、弾数が無限になるステージがある。
ボート（ボートステージで使用可能）
左右スティックを同時に回すことで移動できる。後方からの逆転が困難の為、いかに減速を回避出来るかが大きな鍵となる。攻撃することもできるが、確実にダメージを与えるのは難しい。
ボートステージにおいて各キャラクターが使用するボートの名称
- カケル - ボート
- ハルカ - フローターボート
- ナツミ - メカヌー
- ハカセ - ドラムボート
- チャル - フロートソーサー
- ピポサル - ジャングルイカダ
- サルチーム - スワンボート
- ピポトロン - ポチ（Sモード）

ミズメカ（水中ステージで使用可能）
高い追尾機能を備えた弾を撃つことが出来る。タンクやボートと異なり、上下方向にも移動することが可能。
水中ステージにおいて各キャラクターが使用するミズメカの名称
- カケル - ミズメカ
- ハルカ - ミズメカ
- ナツミ - ダイブボード
- ハカセ - アイアンアングラー
- チャル - ダイブカプセル
- ピポサル - バナマリン
- サルチーム - サルマリン
- ピポトロン - ポチ（Dモード）

タンク（タンクステージで使用可能）
高い攻撃力を有する弾を撃つことが出来る。攻撃力が高い半面、ほとんどのマシンは移動速度はかなり遅い。
タンクステージにおいて各キャラクターが使用するタンクの名称
- カケル - タンク
- ハルカ - トライクタンク
- ナツミ - トビタンク
- ハカセ - アーマーキャノン
- チャル - ボールシューター
- ピポサル - トロッコタンク
- サルチーム - スペクタンク
- ピポトロン - ビートロン

### 属性
属性はガチャメカの性能を向上させるものである。また、これらはミリオンモンキーズとは異なり、ステージごとに決められた目標をクリアすることによりファンから属性が付いたガチャメカを手に入れる形で入手することが出来る。なおこの属性は必殺技には反映されない。
メカボー、パチンガー、ダッシュフープ、メカヨンクに追加できる属性の効果。
- ファイア…通常よりも攻撃力が上がる。しかし、コンボ攻撃には不向きになる。
- アイス…通常よりも大幅に攻撃力は下がるが相手を氷漬けにして一定時間、動きを止めることが出来る。
- サンダー…通常の攻撃力よりわずかに劣るが、相手のガチャメカを一定時間、使用不能にさせることが出来る。

トビトンボに追加できる属性の効果
- スピード…通常よりも飛行速度が上がるが飛行時間が短くなる。
- グライド…通常よりも飛行速度は劣るが飛行時間が長くなる。
- ブレード…唯一、攻撃力を有し飛行中に相手に接触させることにより、ダメージを与えることが出来る。しかし、飛行時間、飛行速度が劣る。

乗り物に追加できる属性の効果
- アイス…相手を一定時間氷漬けに出来る弾を撃てる。しかし、連射速度や攻撃力が大きく下がる。

## 必殺技、サル召喚
オリンピア後編登場必殺技、サル召喚はいずれも技ストック1を消費し、△ボタンと○ボタンのように隣り合うボタンを同時に押すことで発動させることが出来る。また技ストックは最大3回分（実質3.9回分）まで溜められる。
各キャラクター専用の必殺技は2つ（カケルを例として、ソニックレボリューションとサンダークラックなどの組み合わせ）しか装備出来ず、残りの2つにはサル召喚が装備される。
初期段階では1次予選のように単体ガチャメカのみで戦うステージがある。そのようなステージでは、必殺技、サル召喚が一切使用できない（最後までクリアした後、パスワードによってガチャメカの使用制限・必殺技が解除される）。

### 必殺技
カケル
クラッシュハリケーン（メカボー＋トビトンボ）
相手を空中に吹き飛ばす回転切りを行う技。攻撃範囲に入ると逃げ切るのはほぼ不可能。
ソニックレボリューション（メカボー＋ダッシュフープ）
メカボーを使用して回転切りを行いながら高速移動をする技。連続ヒットが可能だが発動中は操作がほとんど効かない為、柵が無いステージでは落下する可能性が高い。
ディメンションブレイク（メカボー＋パチンガー）
巨大化したメカボーを高速で一気に振り下ろす技。打撃と衝撃波の両方がヒットすればかなりの大ダメージを与えられる。範囲は狭いためやや当てにくい。
サンダークラック（メカボー＋メカヨンク）
メカボーを地面に突き刺し、地面を一直線に進む雷を発射する技。攻撃相手が正面かつ一直線上にいなければヒットしない。うまくいけば二回ヒットすることがある上、まれに三回ヒットすることもある。壁を貫通する。
ハルカ
サンシャインアロー（パチンガー＋メカボー）
渦巻状の軌道を描きながら高速で飛ぶ巨大な矢を発射する技。全キャラ中最大威力の必殺技。攻撃範囲は狭いが、射程はかなり長いので遠方からの攻撃が可能となる。
ホーミングアロー（パチンガー＋メカヨンク）
空中に追尾機能のある3本の矢を一度に放つ技。攻撃力は高いが追尾機能が乏しいのでダッシュフープなどで簡単に逃げられる。
リップルストーム（パチンガー＋トビトンボ）
その場でジャンプして数本の矢を地上に放つ技。放たれた矢と衝撃波で攻撃する。
スピンショット（パチンガー＋ダッシュフープ）
その場で高速回転を行いながら大量の矢を乱射する技。1発あたりの攻撃力は低いが多段ヒットが可能である。
ナツミ
閃光音響弾（シュートラケット＋メカロッド）
自分以外のキャラをダウンさせる弾を打ち上げる。ダメージは無い。敵が間近にいると、ラケットがその敵に当たることがある(ダメージはない)。
対地衝撃弾（シュートラケット＋デカトンボ）
その場でジャンプして衝撃波を出す爆弾をばらまく。ジャンプ中少しだけ移動ができる。
ダッシュフープオーバーブースト（シュートラケット＋ターボロッド）
ダッシュフープを振りまわし3回転する。攻撃力は高いが隙も大きい。
クマさん爆弾（シュートラケット＋メカパペット）
一定時間パチンガーの弾がパワーアップする。発動中は他のガチャメカを使用できない。パワーショットよりも射程は短い。
ピポサル
サルバズーカ（ジャングルコンボー+ナッツシューター）
攻撃相手にピポサルを弾にして連続発射する技。追尾機能が非常に高い上に攻撃力もそこそこ高いが、外れると隙がかなり大きくなる。
ピポサルウェーブ（ジャングルコンボー+サンフラワー）
サルの集団が押し寄せ、地上にいる全てのプレイヤーを蹴散らす技。トビトンボなどを使って空中に逃げる以外は回避不能。技を発動中、一時的にいかなる攻撃も受けなくなる。
バナナロケット（ジャングルコンボー+ダッシュリーフ）
バナナ型の乗り物（ミズメカに近い乗り物）に乗って体当たり攻撃をする技。発動中に相手の攻撃を受けると強制的に乗り物から降ろされる。
サル乱舞（ジャングルコンボー+バナヨンク）
バナナを投げて命中した相手をサルの集団が連続で蹴り攻撃する技。命中すると大ダメージを与えられるが発動時にかなりの隙がある。
ハカセ
大爆発（トビヨンク+メカブレード）
自爆によって発生した強力な爆風で周囲にいる相手を攻撃する技。非常に攻撃力が高いが使用後に自分の体力が少し（2割程度）減る。発動中は相手のいかなる攻撃も受けない。
プラズマ制御（トビヨンク＋メカハンマー）
プラズマ球を爆発させて攻撃する技。メカヨンクと異なり攻撃相手に接触させるだけでもダメージを与えられる。なお、爆発を至近距離で多段ヒットさせる事でほとんどのボスを瞬殺することができる。
電磁バリア（トビヨンク＋トーテキマシン）
一定時間、自分の周囲にバリアを張ることにより全ての攻撃（必殺技を含む）を防ぐ技。
リミッター解除（トビヨンク＋ダブルブースター）
使用すると機動力と攻撃力、移動速度（ジャンプやトビトンボ、ダッシュフープを含む）が向上する技。
サルチーム
ゴリアックアイ（ピポサルグローブ+マシンガー）
ゴリアックヘッドを出現させ強力レーザー光線で攻撃する。
戦艦射撃（ピポサルグローブ+ロケトンボ）
空中戦艦から膨大の数の爆弾を降らす技。攻撃範囲が広いので、敵が密集しているときに使用するとさらに大ダメージを狙える。
サルUFO（ピポサルグローブ+サルスケボー）
ユーフォーに乗り、空中から光線で連続攻撃する技。攻撃範囲に入ると体力の半分以上を削られる場合もある。
ゴリアックハンド（ピポサルグローブ+サルUFO）
使用すると目の前にゴリアックの拳が高速で降ってくる技。出だしもかなり早い上に攻撃範囲が広く、攻撃力も高い。攻撃を食らってしまうと一定時間動けなくなる。
チャル
ガチャメカコントロール（ジャンプレイ＋スターフォトン）
他のプレイヤーのガチャメカを一定時間、使用不能（いわゆるサンダー状態）にさせる技。しかし、他のキャラクターがダッシュフープ、トビトンボを使っていたとき、通常の3割程度の時間しか効かない。
入力コントロール（ジャンプレイ+スターアロー）
移動操作が前後左右ともに反対になる技。相手は必殺技か、サル召喚を発動することにより効果を消すことが可能。
重力コントロール（ジャンプレイ＋スターブラスト）
他のプレイヤーの移動速度が極端に遅く（ダッシュフープ使用時でも通常時に歩く速度より若干遅い程度）なる技。入力コントロールと同様で、相手は必殺技かサル召喚を発動すると効果が消える。
時間コントロール（ジャンプレイ＋スプライト）
一定時間、周囲の時間が停止する（タイマーや可動橋なども）強力な技。パチンガーなどの弾も発射後に空中で止まり、効果解除後に同時に発射され、これにより弾を多段ヒットさせることもできる。
ピポトロン
トロンガッシュ（ダークブースター＋ダークエッジ）
地面から無数の刃を出現させて攻撃する技。攻撃範囲が広いのでダッシュフープ無しでは簡単には逃げ切れない。しかし、刃の出現は不規則であるためコンボとして使うには難しい。
ダークネスストリーム（ダークブースター+ダークリング）
周囲の相手を引き寄せる竜巻を出現させて空中に吹き飛ばす技。近距離にいる相手はダッシュフープ無しでは逃げ切るのはほぼ不可能。
トロンキャノン（ダークブースター+トロンホー）
大きな紫色の弾を発射する技。攻撃範囲は狭いが命中すると大ダメージを与えられる。しかし、外れると隙が大きくなる。
暗黒の叫び（ダークブースター＋マカヨンク）
一定時間、ステージ上にいる全ての相手の動きを封じる技。しかし、効果時間が短いので発動されても大したことはないうえに、硬直状態が一定時間あるため、かなり使いづらい。使うならばアスレチックでの足止めが主な使い道となる。
ヒロキ
クラッシュハリケーン（メカボー＋トビトンボ）
相手を空中に吹き飛ばす回転切りを行う技。攻撃範囲に入ると逃げ切るのはほぼ不可能。
ソニックレボリューション（メカボー＋ダッシュフープ）
メカボーを使用して回転切りを行いながら高速移動をする技。連続ヒットが可能だが発動中は操作がほとんど効かない為、柵が無いステージでは落下する可能性が高い。カケルより若干発動時間が長い。
ディメクションブレイク（メカボー＋パチンガー）
巨大化したメカボーを高速で一気に振り下ろす技。打撃と衝撃波の両方がヒットすればかなりの大ダメージを与えられる。
サンダークラック（メカボー＋メカヨンク）
メカボーを地面に突き刺し、地面を一直線に進む雷を発射する技。攻撃相手が正面かつ一直線上にいなければヒットしない。カケルより威力が低いが、出だしが早く、攻撃範囲が広い。壁を貫通する。
ブラックヒロキ
クラッシュハリケーン（メカボー＋トビトンボ）
相手を空中に吹き飛ばす回転切りを行う技。カケル、ヒロキよりも多く大ダメージが与えられる。しかし、隙が非常に多い。攻撃範囲に入ると逃げ切るのはほぼ不可能。
ソニックレボリューション（メカボー＋ダッシュフープ）
メカボーを使用して回転切りを行いながら高速移動をする技。発動時間が非常に長く、連続で当て続ければ、体力を8割程度減らすことが出来る。柵が無いステージでは落下する可能性が高い。
ディメクションブレイク（メカボー＋パチンガー）
巨大化したメカボーを高速で一気に振り下ろす技。打撃と衝撃波の両方がヒットすればかなりの大ダメージを与えられる。カケル、ヒロキよりダメージが上がっている。
サンダークラック（メカボー＋メカヨンク）
メカボーを地面に突き刺し、地面を一直線に進む雷を発射する技。攻撃相手が正面かつ一直線上にいなければヒットしない。サンダーの効果が付いているだけでなく、当たったときの気絶時間がかなり長い。そのため、非常に強力な技と化している。壁を貫通する。

### サル召喚
モンタ（最初から使用可能）
攻撃魔法を使って無数の隕石を降らせる技。そこそこの攻撃力があるが敵が近距離にいないとヒットしない。
ハットリモンゾウ
巨大な手裏剣で攻撃する。ダメージは大きいが、範囲が狭い。
ツタンカーモン
砂嵐を巻き起こして発動者以外の方向感覚を狂わせる。発動中は移動操作が上下左右逆になる。
ウッキーピンク
機嫌のいい場合は回復アイテムを大量にばら撒いてくれるか、機嫌の悪い場合は発動者もダメージを受ける衝撃波を出す。
サモイ
召喚すると、近くの敵に向かって突進し、バットで攻撃する。遠すぎると途中で消えてしまう。
モンチさん
ロケット噴射で周囲の敵を一掃する技。攻撃範囲もそこそこ広く攻撃力も高い。
エジモン
ゴリアックアームを落下させる。落下直後に衝撃波が発生するので、広範囲の攻撃が可能。
ウッキーレッド
画面の四方八方から出てきて、ステージ上にいる相手・敵全員に対して回避不能な攻撃を行う。トビトンボなどで飛行中の相手にも有効だが、攻撃力は他のサル召喚と比較すると極端に低い。
アフロ
一定時間、発動者以外を踊らせて相手を隙だらけにさせる技。ウッキーレッドと同様、ステージ上にいる限り回避不能。
パンプキン
あたり一面に菓子の形をした爆弾をばら撒く。攻撃範囲はかなり狭いため、超近距離戦などでもない限り実用性は低い。
サルースウッキー
ヌンチャクを高速回転させ、発生した衝撃波で攻撃する。範囲は広いが攻撃力はやや低め。
ミヤモン・ムサシ
近くの敵に突進し、2本の刀で攻撃する。攻撃力は高め。
ワッキー
ゴリアックヘッドが出現し、目から出るレーザー光線で攻撃する。サルチームのゴリアックアイと似ているが、ワッキーのほうが攻撃力が小さい、発動時の硬直状態がない、という点で異なる。射程はほぼ変わらない。

## 登場ゲームの目的・システム
目的は、バトル競技、ゲッチュ競技、レース競技において1位になること。プレイヤーの体力は、ビスケットではなくメーターのようなもので表示される。ジャケットもない。64ドットで形成されており、0になるとリタイア。本作はサルをゲッチュすることが目的ではないため、「ゲッチュ!」という言葉は今回では聞けない。

## 登場するアイテム
ステージの様々な場所に点在しており、取ってもしばらくすれば、またその場所に現れる（ただし、メカヨンクがその場所に置いてあると出現しなくなる）。
回復アイテム（ほぼ全てのステージに登場）
取ったプレイヤーの体力（2割程度）を回復させることが出来る。
技ストック（ほぼ全てのステージに登場）
取ったプレイヤーの技ストックが1つ増える。技ストックが3以上の場合は増えない（必殺技発動時に取っても増えない）。
バナナの皮（乗り物以外のステージに登場）
取ると周囲にバナナの皮を撒き散らす。攻撃力は無いが命中すれば相手を転倒させて時間を稼げる。バナナの皮に上から乗ると転倒を回避できる。
ファイアボディー（バトル、ゲッチュ1,2,3ルールのステージに登場）
取ると一定時間、火だるま状態になり相手への体当たり攻撃が可能になる。
ライトニング（ミズメカとボートを除く全てのステージに登場）
取ると自分以外のプレイヤー全員に雷が落ちる。出だしが遅いのでダッシュフープなどで簡単に逃げ切れる。
トップバスター（ミズメカ以外のステージに登場）
取るとレースルールの場合は1位、その他のルールでは体力の最も多く残っているプレイヤーの周りに大量の爆弾が投下される。
ガードジャケット（全てのステージに登場）
取ると一定時間、外部からの攻撃（必殺技を含む）を受けなくなる。
ただし、落下時のダメージは受ける。
クリアジャケット（全てのステージに登場）
取ると一定時間、透明人間になりガチャメカでロックオンされない。この状態では1位でもトップバスターの標的にならない。
パワーショット（全ステージに登場）
取るとパチンガーで強化弾を10発撃つことが出来るようになる。乗り物ガチャメカでは通常弾を10発撃てるようになる。
スピードアップ（乗り物ステージのみに登場）
取ると一定時間、乗り物ガチャメカの最高速度が上がる。

## テクニック・技
パワーショット多段ヒット
相手から一定の距離を離れて（目安としてパチンガーで相手をロックオンできるかできないかの距離）、その場所から相手に近づきながらパワーショットを連続で撃つことで大ダメージを与えることができる技。
ガチャメカキャンセル
ガチャメカを使用した後、他のガチャメカに切り替え、またすぐに元のガチャメカに戻すことで硬直状態を無くすことができる技。例えば、メカボーは通常では振り切った後一定時間経たないと再び使用できないが、この技を用いることで、連続でメカボーを使用することが可能になる。
必殺技硬直キャンセル
必殺技の発動とほぼ同じタイミングでメカヨンクを使い自爆することで必殺技発動時の硬直を無効化する技。

## CD
ガチャメカスタジアム サルバト〜レ サルンドトラックス
『ガチャメカスタジアム サルバト〜レ』のサウンドトラックス。「ピポサルのテーマ」など全38曲を収録。作曲は寺田創一。発売元はSCE。